# Temporada do Clube Atlético Catarinense (Criciúma) de 2020
A temporada do Clube Atlético Catarinense de 2020 foi a 1ª de sua história. O recém-nascido  clube de São José participou de uma competição no ano: o Campeonato Catarinense - Série C. Essa foi sua primeira competição de âmbito profissional disputada.  
Ao fim do Campeonato, sagrou-se campeão, conquistando também o acesso a Campeonato Catarinense - Série B de 2021. 

## Uniforme
Fornecedor:
- T-firme

Patrocinador Principal:
- Estadium.bet

Uniforme dos jogadores
| 1º Uniforme | 2º Uniforme |

## Competições

### Resumo das Participações
| Torneio                | Pos\Fas | Pts | J | V | E | D | GP | GC | SG  | %    |
| Campeonato Catarinense | Campeão | 18  | 9 | 6 | 0 | 3 | 29 | 12 | +17 | 66,6 |

### Campeonato Catarinense

#### Primeira Fase

##### Desempenho por rodada
| Rodadas   | 1  | 2  | 3  | 4  | 5  | 6  | 7  |
| Local     | C  | F  | C  | F  | C  | F  | F  |
| Resultado | V  | D  | V  | D  | V  | V  | V  |
| Colocação | 1º | 4º | 3º | 4º | 3º | 3º | 2º |

#### Partidas
| 13 de dezembro 1ª rodada | Atlético Catarinense                            | 4 – 0 | Porto-SC | São José, (SC)                                                                     |  |
| 16:00                    | Arthur 25' · Pedro 60' · Ronny 66' · Andriw 85' |       |          | Estádio: Ênio Amantino da Silva Público: Portões Fechados Árbitro: SC Gunar Welsch |  |

| 16 de dezembro 2ª rodada | Carlos Renaux                       | 3 – 1 | Atlético Catarinense | Brusque, (SC)                                                               |  |
| 16:00                    | Diego 8' · Jonatha 32' · Carlos 90' |       | 34' Pedro            | Estádio: Augusto Bauer Público: Portões Fechados Árbitro: SC Edson da Silva |  |

| 20 de dezembro 3ª rodada | Atlético Catarinense                | 3 – 2 | Itajaí                 | São José, (SC)                                                                              |  |
| 15:00                    | Soares 27' · Ramiro 62' · Ronny 63' |       | 42' Elon · 60' Matheus | Estádio: Ênio Amantino da Silva Público: Portões Fechados Árbitro: SC Cinésio Mendes Júnior |  |

| 23 de dezembro 4ª rodada | Nação                                    | 3 – 2 | Atlético Catarinense   | Joinville, (SC)                                                                       |  |
| 16:00                    | Renan 40' · Jean Carlos 63' · Aldair 64' |       | 21' Ramiro · 36' Ronny | Estádio: Dr. Sadalla Amin Ghanem Público: Portões Fechados Árbitro: SC Edson da Silva |  |

| 3 de janeiro 5ª rodada | Atlético Catarinense                                                                   | 8 – 1 | Orleans    | São José, (SC)                                                                                    |  |
| 16:00                  | Ramiro 5', 41' · Guilherme Tanke 17' · Ronny 28', 55' · Matheus 56' · Emanuel 83', 86' |       | Moisés 15' | Estádio: Ênio Amantino da Silva Público: Portões Fechados Árbitro: SC Franciel dos Santos Martins |  |

| 9 de janeiro 6ª rodada | Batistense | 0 – 3 | Atlético Catarinense                              | São João Batista, (SC)                                                                             |  |
| 15:30                  |            |       | 25' Guilherme Tanke · 79' Andriw · 90+4' Brunetto | Estádio: Estádio Municipal Valério Gomes Neto Público: Portões Fechados Árbitro: SC Edson da Silva |  |

| 16 de janeiro 7ª rodada | Jaraguá  | 1 – 5 | Atlético Catarinense                                           | Jaraguá do Sul, (SC)                                                               |  |
| 15:30                   | Eric 84' |       | 6' Guilherme Tanke · 14' Ronny · 22' Matheus · 49', 65' Andriw | Estádio: João Marcatto Público: Portões Fechados Árbitro: SC Diego da Costa Cidral |  |

#### Final
| 27 de janeiro Jogo de ida | Atlético Catarinense | 2 – 0 | Nação | São José, (SC)                                                        |  |
| 15:30                     | Roni 13', 21'        |       |       | Estádio: Ênio Amantino da Silva Público: Portões Fechados Árbitro: SC |  |

| 30 de janeiro Jogo de volta | Nação                                 | 2 – 1 | Atlético Catarinense | Joinville, (SC)                                                |  |
| 16:00                       | Gean Carlo 20' · Michel Schmöller 82' |       | 45' Lucas Veber      | Estádio: Arena Joinville Público: Portões Fechados Árbitro: SC |  |

## Estatísticas

### Desempenho dos treinadores
| Técnico   | J | V | E | D | GP | GC | SG | %    |
| --------- | - | - | - | - | -- | -- | -- | ---- |
| Edu Sales | 9 | 6 | 0 | 3 | 29 | 12 | 17 | 66,6 |
| Total     | 9 | 6 | 0 | 3 | 29 | 12 | 17 | 66,6 |

### Artilharia
| #     | Jogador         | Gols | Campeonato Catarinense |
| ----- | --------------- | ---- | ---------------------- |
| 1º    | Ronny           | 8    | 8                      |
| 2º    | Ramiro          | 4    | 4                      |
| 2º    | Andriw          | 4    | 4                      |
| 4º    | Guilherme Tanke | 3    | 3                      |
| 5º    | Pedro           | 2    | 2                      |
| 5º    | Emanuel         | 2    | 2                      |
| 5º    | Matheus         | 2    | 2                      |
| 8º    | Arthur          | 1    | 1                      |
| 8º    | Soares          | 1    | 1                      |
| 8º    | Brunetto        | 1    | 1                      |
| 8º    | Lucas Veber     | 1    | 1                      |
| Total | Total           | 29   | 29                     |